# Великий Тіргартен
Великий Тіргартен (нім. Großer Tiergarten) — парк у центрі Берліна. Площа найбільшого парку Берліна становить 210 га. Для порівняння: Гайд-парк в Лондоні займає площу 125 га і Центральний парк у Нью-Йорку — 335 га. Кілька великих автомагістралей проходять через парк, серед них Вулиця 17 червня. Вони схрещуються на площі Велика Зірка, в середині якої знаходиться берлінська колона Перемоги.

## Історія
На місці парку були мисливські угіддя бранденбурзьких курфюрстів. Туди спеціально запускали диких звірів і величезна ділянка лісу була обгороджена, щоб звірі не могли вибігти з нього. Звідси і пішла назва — Tiergarten, що означає «Парк тварин».
З початком правління Фрідріха II в середині XVIII століття, який не любив полювання, ці мисливські угіддя перестали існувати. В 1742 році Фрідріх II доручив своєму придворному архітекторові  Георгу Венцелаусу фон Кнобельсдорф закласти на місці Тиргартену парк розваг для народу. Кнобельсдорф влаштував регулярний парк в стилі бароко — зі ставками, скульптурами, альтанками, фонтанами і лавками. В цей же час для розваги публіки в Тиргартені була Фазанарія, з якої згодом виріс Берлінський зоопарк.
Наприкінці XVIII століття Тіргартен було перероблено на англійський ландшафтний парк з газонами та галявинами. У такому вигляді Великий Тіргартен проіснував до кінця XIX століття.
Наприкінці XIX століття у парку були поставлені численні пам'ятники — королю Фрідріху Вільгельму III і його дружині Луїзі, а також видатним німецьким письменникам і композиторам.
За часів нацистської Німеччини Тіргартен був включений до плану з перебудови Берліна на «столицю світу Германія». Шарлоттенбурзьке шосе (нині — вулиця 17 Червня) було зруйноване, до центру Тіргартену була перенесена колона Перемоги.
Дерева Тіргартену по завершенню Другої світової війни через нестачу вугілля рубали на дрова. З 200 тисяч дерев парку залишилися тільки 700. На вільних майданчиках парку влаштовували городи.
З 1961 року Тіргартен поступово відновлювався. Були висаджені дерева, відремонтовано містки, пам'ятники і доріжки. Великий Тіргартен охороняється державою як пам'ятка садово-паркового мистецтва.